# 人形 (鴻巣市)
人形（にんぎょう）は、埼玉県鴻巣市の町名である。現行行政地名は人形一丁目から四丁目。住居表示実施地区。郵便番号は365-0037。
ただし、正確な住所を示す必要性がある場合と行政上の正規施設を除いて、公共機関での案内も含めて付近一帯を指して「人形町」と町付けで称されるのが一般的である。

## 地理
埼玉県鴻巣市南部の大宮台地上に位置する。北は本町および天神、東と南は北本市深井に隣接する。地内は主に住宅地や商業地となっている。

## 歴史
町名の通り、江戸期より鴻巣雛の生産が盛んな地域であった。
- 1965年（昭和40年）2月1日 - 大字鴻巣、大字原馬室の各一部から人形一丁目〜四丁目が住居表示を実施して成立[4][11]。
- 2012年（平成24年）4月1日 - 地内に鴻巣市産業観光館（愛称「ひなの里」）が開館する[12]。

## 世帯数と人口
2018年（平成30年）7月1日現在の世帯数と人口は以下の通りである。
| 丁目       | 世帯数    | 人口    |
| ---------- | --------- | ------- |
| 人形一丁目 | 484世帯   | 1,167人 |
| 人形二丁目 | 520世帯   | 1,218人 |
| 人形三丁目 | 322世帯   | 847人   |
| 人形四丁目 | 504世帯   | 1,260人 |
| 計         | 1,830世帯 | 4,492人 |

## 小・中学校の学区
市立小・中学校に通う場合、学区は以下の通りとなる。
| 丁目       | 番地 | 小学校               | 中学校             |
| ---------- | ---- | -------------------- | ------------------ |
| 人形一丁目 | 全域 | 鴻巣市立鴻巣南小学校 | 鴻巣市立鴻巣中学校 |
| 人形二丁目 | 全域 | 鴻巣市立鴻巣南小学校 | 鴻巣市立鴻巣中学校 |
| 人形三丁目 | 全域 | 鴻巣市立鴻巣南小学校 | 鴻巣市立鴻巣中学校 |
| 人形四丁目 | 全域 | 鴻巣市立鴻巣南小学校 | 鴻巣市立鴻巣中学校 |

## 交通

### 道路
町域の中央を埼玉県道57号さいたま鴻巣線（埼玉県道164号鴻巣桶川さいたま線重複／旧中山道）が縦断している。

### 鉄道
町域の西境を高崎線が通るが、町内に鉄道駅は存在しない（鴻巣駅からは徒歩で20分弱かかる）。

### バス
町域の中央を県道沿いに鴻巣市コミュニティバスフラワー号常光コースの平日日中の一部／土休日の全便が通過しており、“ひなの里前”停留所と“人形町”停留所が設置されている。
かつては、東武バス→朝日バスによる桶川駅方面の路線バスが通過していた。

## 施設
- 一丁目
  - 鴻巣市産業観光館（愛称「ひなの里」）
  - 二号公園
- 二丁目
  - 鴻巣市人形浄水場
- 三丁目
  - こうのす自動車教習所
- 四丁目
  - 八幡神社
  - 浅間神社
  - 新義真言宗金剛院
  - 人形町自治会館
  - 鴻巣人形町郵便局